# IEEE 802.17
Resilient Packet Ring (RPR) — отказоустойчивое пакетное кольцо, также известное как IEEE 802.17, представляющее собой стандартный протокол, который основывается на кольцевой топологии и состоит из узлов пакетной коммутации, соединенных с соседними узлами в кольцо одной парой оптического волокна. Разработка стандарта началась в ноябре 2000 года и претерпела несколько изменений с момента её первоначальной разработки. Стандарт был завершен в июне 2004 года, а пересмотренные стандарты являются IEEE 802.17a и до IEEE 802.17d, последний из которых был принят в мае 2011 года. Он предназначен для обеспечения устойчивости в сетях в SONET / SDH (защита 50 мс) за счет пакетной передачи данных и использования статистического мультиплексирования для лучшей утилизации всей доступной полосы, включая полосу, отводимую под защиту, с целью повышения эффективности Ethernet и IP услуг.

## Топология
RPR работает на концепции двойного счетчика вращающихся колец, называемых «ринглетами» (от англ. ringlet — колечко). Эти «ринглеты» создаются путем создания RPR станций в узлах, где предполагается удаление из потока (поток является входом и выходом трафика данных). RPR использует сообщения протокола управления доступом к среде (MAC), чтобы направлять трафик, который можно использовать как «ринглет» кольца. Узлы также договариваются о пропускной способности между собой с помощью алгоритмов справедливости, избегая заторов и неудачные пролёты. Избежание неудачных пролётов осуществляется с помощью одного из двух методов, известных как рулевое управление и обертывания. В случае рулевого управления, если узел или оболочка нарушена, все узлы уведомляются об изменении топологии и они перенаправляют свой трафик. В упаковке трафик возвращается обратно на последнем узле до начала перерыва и направляется на станцию назначения.

## Классификация служб и очереди трафика
Весь трафик на кольце присваивается к классу обслуживания (CoS) и стандарт определяет три класса.
Служба класса А (высокая) — это чистая гарантированная скорость передачи данных (CIR) с низкой задержкой и предназначена для приложений, требующих малое время ожидания и джиттера, таких как передача голоса или видео.
Служба класса B (средний) представляет собой сочетание CIR и избыточной скоростью передачи информации (Excess information rate; которая содержит справедливые очереди)
Служба класса С (низкий) — обеспечивает доставку по мере возможности(доступности канала). Без гарантии скорости и ограничений на задержку и джиттер. Прежде всего используется для поддержки доступа в интернет.

## Повторное использование пространства
Другой концепцией в RPR является повторное использование пространства. Как только сигнал RPR полосы достигнет места назначения (в отличие от / SDH SNCP кольца SONET UPSR, в котором ширина полосы расходуется вокруг всего кольца) он может повторно использовать освобожденное пространство для выполнения дополнительного прохода. Стандарт RPR также поддерживает использование учебных мостов (IEEE 802.1D) для дальнейшего повышения эффективности в приложениях с соединением точка-многоточка и VLAN Tagging (IEEE 802.1Q).
Одним из недостатков первой версии RPR в том, что он не обеспечивает повторного использования пространства для передачи кадров в / из МАС-адресов, не представленной в кольцевой топологии. Это был затронут IEEE 802.17b, который определяет дополнительную пространственно осведомленный подслой (SAS). Это позволяет пространственное повторное использование для передачи кадра в / из MAC-адресов, не представленной в кольцевой топологии.